# 前田亮介 (歴史学者)
前田 亮介（まえだ りょうすけ、1985年 - ）は、日本の歴史学者、東京大学准教授。専門は日本政治外交史。東京都生まれ

## 経歴
- 2006年4月 東京大学文学部日本史学専修進学[2]
- 2008年3月 東京大学文学部卒業[1]
- 2010年3月東京大学大学院人文社会系研究科修士課程修了[1]
- 2013年3月 東京大学大学院博士課程修了[1]
- 2013年4月「帝国議会開設後の全国政治―地方統治の再編と藩閥支配の変容―」で博士（文学）[3]
- 2014年4月 北海道大学法学部助教授
- 2017年12月 『全国政治の始動―帝国議会開設後の明治国家―』で第39回サントリー学芸賞受賞
- 2024年10月 東京大学教養学部国際社会科学専攻准教授[4]

## 人物
東京大学の教養部で御厨貴の演習を受け、政治史への関心を形成した。日本史学研究室進学後は野島陽子と鈴木淳の指導を受ける。九州大学専任講師の国分航士は教養課程以来の「畏友」。

## 著書
- 『全国政治の始動―帝国議会開設後の明治国家―』東京大学出版会、2016年